# Pedro Palma
João Pedro Palma (Serpa, 13 de agosto de 1959 – São Pedro de Sintra, 28 de agosto de 2017) foi um cartoonista, jornalista e foto-jornalista português. Iniciou a carreira como cartoonista no Semanário Tempo, em 1980 e colaborou, praticamente, com toda a imprensa nacional. Foi ainda repórter e dedicou-se à criação artística (Gestualismo) e à ficção literária.
Tem três livros publicados: "Caricartoons" (Gradiva, 1993), "Direitos do Homem – em cartoons e caricaturas" (Jornal Público, 2005) e "Retratos", um livro de fotografia em grande formato (Jornal Público, 2008). Os seus desenhos e textos integram ainda várias colectâneas internacionais.
Foi membro da "New York Times – News Service Syndicate" (Cartoonists and Writers Syndicate, na origem), desde 1994.
Foi encontrado morto na bagageira do seu carro, estacionado em São Pedro de Sintra, a 30 de Agosto de 2017 depois de ter estado desaparecido durante 6 dias.

## Prémios
- 1988 – Prémio Salão Nacional de Caricatura – Expresso pela obra de António e Pedro Palma.
- 1989 – Grande Prémio do II Salão Livre de Cartoon Porto de Mós.
- 1991 – Prémio Gazeta, Clube de Jornalistas.
- 1996 – Prémio Nacional de Cartoon de Imprensa X Salão Nacional de Caricatura.
- 2000 – Menção Honrosa atribuída pelo Site de Fotografia FOTO-PT em 24 de Novembro
- 2001 – Uma caricatura de Jorge Amado, publicada na primeira página do Diário de Notícias, de 8 de Agosto valeu a Pedro Palma uma menção honrosa pelo júri do European Newspaper Award que o elegeu como o jornal nacional com melhor design.

## Carreira
Pedro Palma colaborou nas seguintes publicações: Semanário Tempo, Diário de Notícias, Expresso, Exame, Correio da Manhã, Grande Reportagem (primeira série), Diário de Lisboa, Jornal de Notícias, Açoriano Oriental, Notícias Magazine, Focus, Ego, Revista Máxima, África Notícias, O Europeu, Revista Valor, The European, Jeune Afrique, Le Fígaro, e RTP e Rádio Central FM. Actualmente é distribuído internacionalmente pelo New York Times.
Fez parte dos Órgãos Sociais do Clube de Jornalistas nos biénios 1996/1998, 1998/2000, 2001/2003 e 2003/2005 
Em Janeiro de 2010 fez uma polémica exposição de fotografia – "Sexpressions" – no Centro Cultural de Cascais, em co-autoria com a sua então mulher, Clara Pinto Correia. A Exposição constava de um conjunto de fotografias do rosto de Clara Pinto Correia enquanto tinha orgasmos.
Pedro Palma depositou o seu espólio – 1,120 (mil cento e vinte) desenhos originais – no Museu Nacional da Imprensa (MNI), no Porto, em protocolo assinado em 5 de Dezembro de 2008. O MNI ficou como fiel depositário dos seus trabalhos, sendo esta a única colecção integral que o museu possui de um cartoonista. Em 30 de Julho de 2015 os documentos de doação dos 1.120  desenhos originais ao MNI – Porto foram assinados -- pelo autor e pelo presidente do MNI, Luís Humberto Marcos -- e reconhecidos notarialmente em Cascais, ficando o museu proprietário do espólio (fonte: Jornal de Notícias de 1 de Agosto de 2015, página 33).
Bibliografia
- 1993 – Caricartoons, editado pela Gradiva
- 2005 – Direitos do Homem em cartoons e Caricaturas, editado pelo Jornal Público (com prefácio do então Presidente da República, Jorge Sampaio) e com o Alto Patrocínio da Amnistia Internacional.
- 2008 – Retratos – um álbum de fotografia em grande formato com retratos reunidos ao longo de 10 anos e que inclui uma secção de curdos turcos e iraquianos com imagens que Pedro Palma registou quando fez a cobertura da Guerra do Iraque, como enviado especial do Diário de Notícias – numa edição do Jornal Público.

### Integra as seguintes antologias
- The Finest International Cartoons of our Time (Várias edições anuais da Witty World, 1992, 1993 e 1994, algumas delas publicadas em Portugal pela Gradiva)
- Human Rights – as seen by the world's leading cartoonists (editada pela "Conference of Human Rights – Vienna" – 1993
- Thin Black Lines Rides Again – Autores: Colm Regan, Scott Sinclair e Martin Turner, 1995

## Ascendência e descendência
Filho de João Maria Palma (1 de dezembro de 1933 – 28 de agosto de 1996) e de Maria do Côrro (23 de dezembro de 1935). Tem dois filhos (um casal) do seu primeiro casamento (14 de agosto de 1984) com Karima Sadrudin Manji e foi casado em segundas núpcias (10 de outubro de 2008) com Clara Pinto Correia, de quem se divorciou em 18 de novembro de 2010, sem descendência.